# Corben Sharrah
Corben Sharrah (né le 20 avril 1992 à Tucson) est un coureur cycliste américain. Spécialiste du BMX, il est champion du monde en 2017. Il a également remporté la coupe du monde 2016 et a participé aux Jeux olympiques de Rio.

## Palmarès

### Jeux olympiques
- Rio 2016
  - 9e[1]

### Championnats du monde
- Rotterdam 2014
  -  Médaillé d'argent du contre-la-montre BMX
- Zolder 2015
  - 16e du contre-la-montre BMX
- Rock Hill 2017
  -  Champion du monde de la course BMX

### Coupe du monde
- 2009 : 21e
- 2010 : 5e
- 2011 : 15e, vainqueur de la manche de Pietermaritzburg
- 2012 : 11e
- 2013 : 25e
- 2014 : 4e
- 2015 : 22e
- 2016 : 1er, vainqueur des manches de Santiago del Estero, Rock Hill et Sarasota
- 2017 : 7e
- 2018 : 7e, vainqueur d'une manche
- 2019 : 9e, vainqueur d'une manche
- 2020 : 6e
- 2022 : 63e
- 2023 : 51e
- 2024 : 45e

### Championnats des États-Unis
- Champion des États-Unis de BMX : 2011, 2017, 2018, 2019 et 2022